# Cattleya calimaniana
Cattleya calimaniana är en orkidéart som beskrevs av Marcos Antonio Campacci. Cattleya calimaniana ingår i släktet Cattleya och familjen orkidéer. Inga underarter finns listade i Catalogue of Life.